# Wofford Lookout Complex
Pour les articles homonymes, voir Wofford.
Le Wofford Lookout Complex est un ensemble architectural américain comprenant une tour de guet du comté d'Otero, au Nouveau-Mexique. Protégé au sein de la forêt nationale de Lincoln, cet ensemble est inscrit au Registre national des lieux historiques depuis le 28 janvier 1988 et il fait par ailleurs partie des New Mexico State Register of Cultural Properties depuis le 4 mars 1988.